# Liste der Kulturdenkmale in Falkenhain (Mittweida)
In der Liste der Kulturdenkmale in Falkenhain sind die Kulturdenkmale des Mittweidaer Ortsteils Falkenhain verzeichnet, die bis Juni 2023 vom Landesamt für Denkmalpflege Sachsen erfasst wurden (ohne archäologische Kulturdenkmale). Die Anmerkungen sind zu beachten.
Diese Aufzählung ist eine Teilmenge der Liste der Kulturdenkmale in Mittweida.

## Falkenhain
| Bild                                    | Bezeichnung                                                                    | Lage                         | Datierung           | Beschreibung | ID       |
| --------------------------------------- | ------------------------------------------------------------------------------ | ---------------------------- | ------------------- | --- | -------- |
| Direkt Bild zu diesem Denkmal hochladen | Westliches Wohnstallhaus und östliche Scheune eines ehemaligen Vierseithofes   | Talsperrenstraße 5 (Karte)   | Bezeichnet mit 1870 | Beide Gebäude in Fachwerkbauweise, bau- und wirtschaftsgeschichtlich von Bedeutung. - Wohnstallhaus: Erdgeschoss massiv, Fachwerk im Obergeschoss, klassizistisches Portalgewände mit der Jahreszahl „1870“, Balkon an der Giebelseite störend - Scheune: Fachwerkkonstruktion an den Traufseiten, Giebel verschiefert, Anbau an einer Giebelseite störend                                                                  | 09237658 |
| Direkt Bild zu diesem Denkmal hochladen | Wohnstallhaus und Auszüglerhaus (mit Oberlaube) eines ehemaligen Dreiseithofes | Talsperrenstraße 10 (Karte)  | Um 1700             | Beide Gebäude mit Fachwerk im Obergeschoss, Relikt der ländlichen regionalen Bauweise, bau- und sozialgeschichtlich von Bedeutung. - Wohnstallhaus: Fachwerk im Obergeschoss mit Kopfbändern, Erdgeschoss massiv, Reste eines spätklassizistischen Portals, Zeugnis der Überformung aus der Zeit um 1870 - Auszüglerhaus: Oberlaube und Fachwerk im Obergeschoss, Erdgeschoss massiv Dächer der Gebäude mit Schieferdeckung | 09237660 |
| Direkt Bild zu diesem Denkmal hochladen | Wohnhaus mit integriertem Scheunenteil (ohne Anbau)                            | Talsperrenstraße 12a (Karte) | Um 1800             | Obergeschoss Fachwerk, baulich leicht verändertes, zeit- und landschaftstypisches Bauernhaus, baugeschichtlich von Bedeutung. Zweigeschossig, Fachwerk Obergeschoss, Erdgeschoss massiv, Scheunenanbau mit Drempel, Krüppelwalmdach, hofseitig massiver Anbau ohne Denkmalwert, tonnengewölbter Keller. Denkmalwert: heimatgeschichtliche Bedeutung.                                                                        | 09236439 |
| Direkt Bild zu diesem Denkmal hochladen | Westliches Wohnstallhaus eines Bauernhofes                                     | Talsperrenstraße 14 (Karte)  | 1867                | Obergeschoss Fachwerk, Rückseite verkleidet, baugeschichtlich von Bedeutung. Gebäude im Erdgeschoss massiv, Fachwerk im Obergeschoss mit Kunstschiefer verkleidet, Anbau eines Waschhauses an Rückseite störend. | 09237659 |

## Tabellenlegende
- Bild: Bild des Kulturdenkmals, ggf. zusätzlich mit einem Link zu weiteren Fotos des Kulturdenkmals im Medienarchiv Wikimedia Commons. Wenn man auf das Kamerasymbol klickt, können Fotos zu Kulturdenkmalen aus dieser Liste hochgeladen werden:
- Bezeichnung: Denkmalgeschützte Objekte und ggf. Bauwerksname des Kulturdenkmals
- Lage: Straßenname und Hausnummer oder Flurstücknummer des Kulturdenkmals. Die Grundsortierung der Liste erfolgt nach dieser Adresse. Der Link (Karte) führt zu verschiedenen Kartendiensten mit der Position des Kulturdenkmals. Fehlt dieser Link, wurden die Koordinaten noch nicht eingetragen. Sind diese bekannt, können sie über ein Tool mit einer Kartenansicht einfach nachgetragen werden. In dieser Kartenansicht sind Kulturdenkmale ohne Koordinaten mit einem roten bzw. orangen Marker dargestellt und können durch Verschieben auf die richtige Position in der Karte mit Koordinaten versehen werden. Kulturdenkmale ohne Bild sind an einem blauen bzw. roten Marker erkennbar.
- Datierung: Baubeginn, Fertigstellung, Datum der Erstnennung oder grobe zeitliche Einordnung entsprechend des Eintrags in der sächsischen Denkmaldatenbank
- Beschreibung: Kurzcharakteristik des Kulturdenkmals entsprechend des Eintrags in der sächsischen Denkmaldatenbank, ggf. ergänzt durch die dort nur selten veröffentlichten Erfassungstexte oder zusätzliche Informationen
- ID: Vom Landesamt für Denkmalpflege Sachsen vergebene, das Kulturdenkmal eindeutig identifizierende Objekt-Nummer. Der Link führt zum PDF-Denkmaldokument des Landesamtes für Denkmalpflege Sachsen. Bei ehemaligen Kulturdenkmalen können die Objektnummern unbekannt sein und deshalb fehlen bzw. die Links von aus der Datenbank entfernten Objektnummern ins Leere führen. Ein ggf. vorhandenes Icon  führt zu den Angaben des Kulturdenkmals bei Wikidata.